# Ikarotocepheus alatus
Ikarotocepheus alatus är en kvalsterart som beskrevs av Sandór Mahunka 1988. Ikarotocepheus alatus ingår i släktet Ikarotocepheus och familjen Otocepheidae. Inga underarter finns listade i Catalogue of Life.